# Świergotka ognistobrzucha
Świergotka ognistobrzucha (Northiella haematogaster) – gatunek średniej wielkości ptaka z rodziny papug wschodnich (Psittaculidae) zamieszkującego Australię. Nie jest zagrożony wyginięciem. Gatunek ten jest często spotykany w europejskich hodowlach.

## Taksonomia
Gatunek ten został naukowo opisany w 1838 roku przez angielskiego ornitologa Johna Goulda jako Platycercus haematogaster. Obecnie (2025) Międzynarodowy Komitet Ornitologiczny (IOC) umieszcza świergotkę ognistobrzuchą w rodzaju Northiella. Tradycyjnie wyróżniano cztery podgatunki N. haematogaster, co czyniło rodzaj Northiella taksonem monotypowym. Badania genetyczne, których wyniki opublikowano w 2015 roku, wykazały jednak, że świergotka żółtobrzucha (Northiella narethae) stanowi odrębny gatunek. To ujęcie systematyczne jest obecnie powszechnie akceptowane, choć na liście ptaków świata opracowywanej we współpracy BirdLife International z autorami HBW (wersja 9, październik 2024) nadal obowiązuje starsze ujęcie systematyczne.

## Podgatunki i zasięg występowania
Poszczególne podgatunki N. haematogaster zamieszkują:
- N. h. haematorrhoa (Bonaparte, 1856) – świergotka czerwonorzytna[4] – południowo-wschodni Queensland oraz północna Nowa Południowa Walia;
- N. h. haematogaster (Gould, 1838) – świergotka ognistobrzucha[4] – zachodnia i południowa Nowa Południowa Walia, północno-zachodnia Wiktoria oraz południowo-wschodnia Australia Południowa;
- N. h. pallescens (Salvadori, 1891) – północno-wschodnia Australia Południowa i południowo-zachodni Queensland.

## Morfologia
Świergotki ognistobrzuche mierzą około 30 cm oraz ważą 65–105 g. W ich ubarwieniu dominuje barwa oliwkowobrązowa. Czoło, kantarek, pokrywy uszne i policzki są fiołkowoniebieskie. Pozostała część głowy i grzbiet są oliwkowoszare. Dolna część piersi, boki ciała i pokrywy podogonowe są żółte, brzuch – czerwony, a lotki pierwszorzędowe i pokrywy podskrzydłowe – fioletowoniebieskie. Na skrzydłach jest żółtooliwkowa plama. Wierzch środkowych sterówek jest brązowozielony z ciemnoniebieskimi końcówkami, pozostałe są ciemnoniebieskie z białawoniebieskimi końcówkami, a spód sterówek jest białoniebieskawy. Dziób jest szarobiały, oczy zaś ciemnobrązowe. Samica różni się od samca mniejszą ilością czerwonego ubarwienia i ciemniejszymi kolorami na głowie.
U świergotek czerwonorzytnych (N. h. haematorrhoa) barwa czerwona na brzuchu ma większy zasięg, bo aż po pokrywy podoogonowe. Plama na skrzydle tego podgatunku jest brązowoczerwona. Z kolei u N. h. pallescens brzuch jest bledszy, a u samic barwy bladoczerwonej w ogóle nie ma lub jest w niewielkiej ilości.
Młode osobniki przypominają dorosłe. Są one ciemniejsze oraz mają mniej barwy czerwonej na brzuchu i udach. Ostateczne ubarwienie nabywają po pierwszym roku życia.

## Ekologia i zachowanie

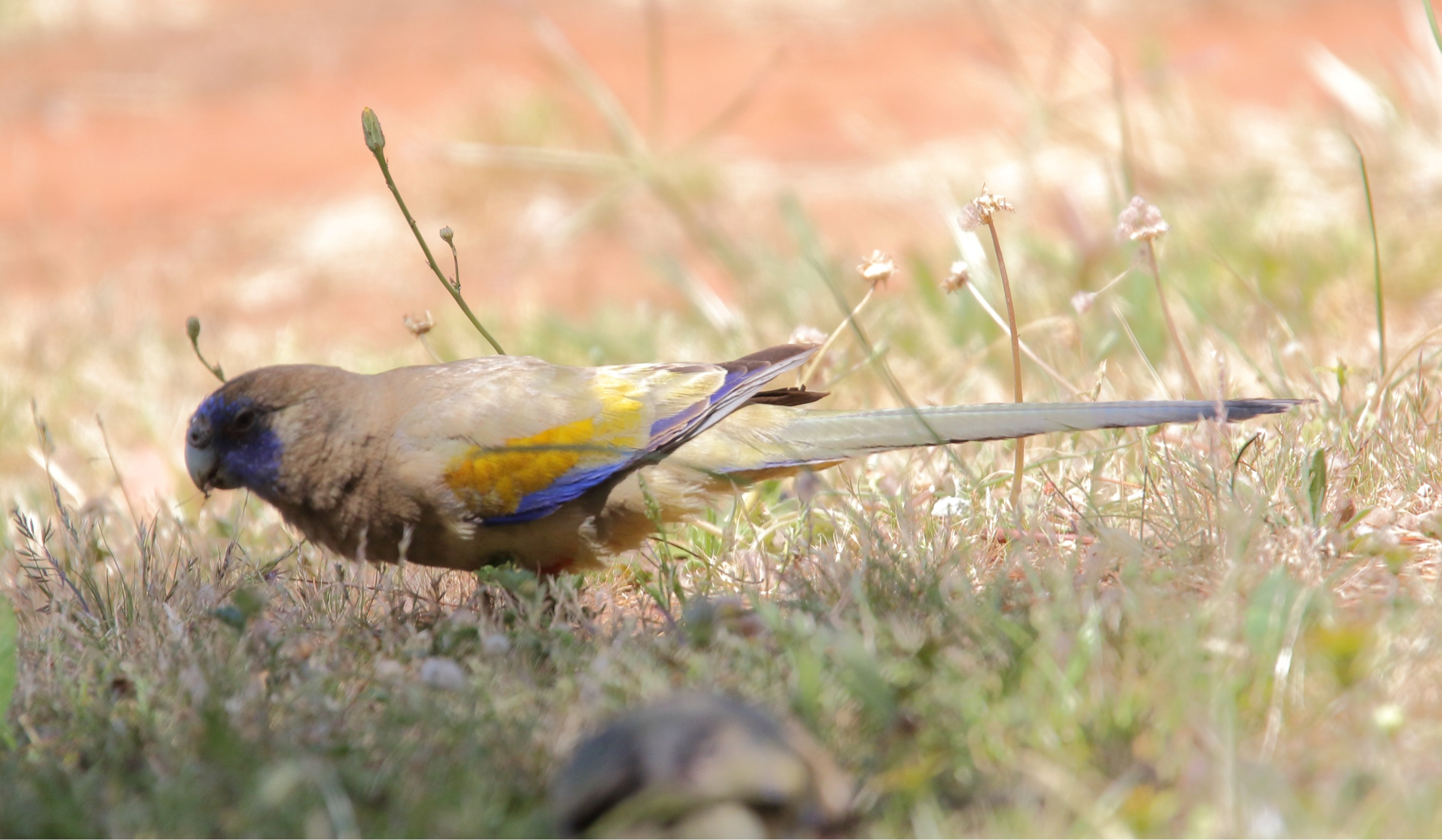
Świergotka podczas żerowania

Świergotki ognistobrzuche najczęściej przebywają w parach lub grupach liczących do 20 ptaków. Są hałaśliwym gatunkiem. Budzą się wcześnie rano, a potem lecą zaspokoić pragnienie. Następnie żerują w koronach drzew oraz na ziemi. Prowadzą osiadły tryb życia.

### Środowisko
Gatunek ten zamieszkuje różne środowiska. Świergotka ognistobrzucha obserwowana jest między innymi w otwartych lasach, w lasach przybrzeżnych, na terenach porośniętymi eukaliptusami (Eucaliptus sp.), na polach uprawnych. Bywa też widywana na otwartym terenie porośniętym pojedynczymi drzewami.

### Pożywienie
Świergotki ognistobrzuche żywią się głównie roślinami zielnymi, kwiatami i sokiem z owoców. Spożywają także jagody, larwy owadów i nektar.

### Lęgi
Sezon lęgowy trwa od lipca do grudnia. Podczas zalotów ptaki te potrząsają sterówkami, machają głową i stroszą na niej pióra. Gniazda zakładają w dziuplach drzew, gdzie samica składa 4–7 jaj. Inkubacja trwa około 22 dni. Młode są wychowywane przez oboje rodziców. Opuszczają one gniazdo po 5 tygodniach.

## Status
Międzynarodowa Unia Ochrony Przyrody (IUCN) nieprzerwanie od 1988 roku uznaje świergotkę ognistobrzuchą za gatunek najmniejszej troski (LC – Least Concern). Liczebność populacji nie została oszacowana, ale ptak ten opisywany jest jako dość pospolity, z wyjątkiem obrzeży zasięgu występowania. Populacja ma trend spadkowy ze względu na niszczenie siedlisk i niezrównoważony odłów do niewoli. Gatunek ten został wymieniony wśród ptaków wysoko narażonych na zmiany klimatyczne. Wymieniony jest w II załączniku CITES.